# Pierre Joseph Wallaert
Pierre Joseph Gabriel Wallaert, né le 15 mars 1755 à Lille et mort le 12 novembre 1822 à Corcelles-en-Beaujolais, est un peintre français.

## Biographie

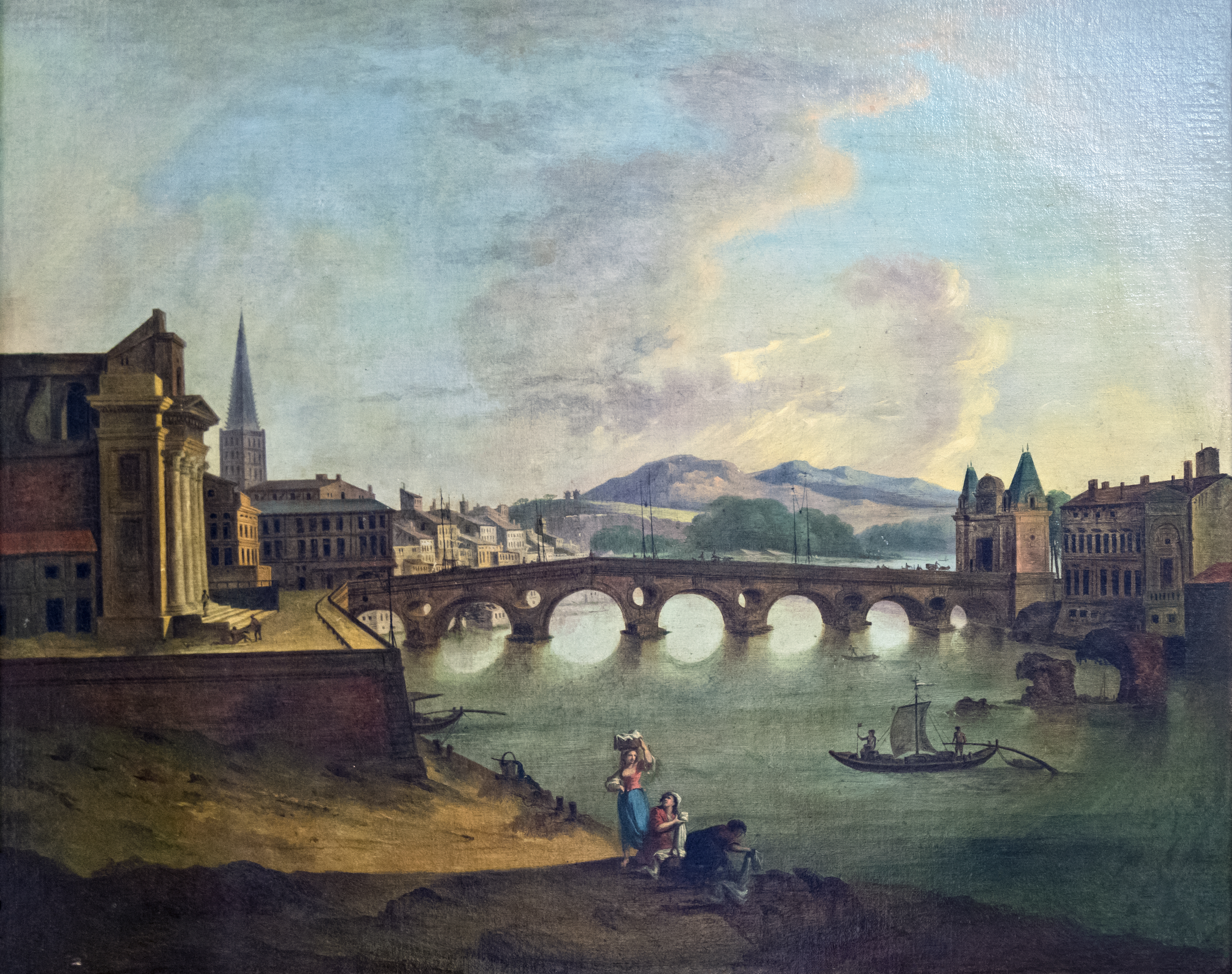
Le pont Neuf à Toulouse, Musée du Vieux Toulouse.

Pierre Joseph Wallaert est baptisé en la paroisse Saint-Maurice de Lille le 16 mars 1755, lendemain de sa naissance.
Il étudie à l'École d'art de Lille. Il s'inspire de Joseph Vernet. Il s'établit à Toulouse avant 1786.
On peut croire, d'après ses œuvres connues, qu'il ait visité l'Italie.
Il meurt en Beaujolais en 1822.

## Œuvres
Une de ses peintures, Vue d'une gorge des Pyrénées, figure au Salon du Capitole en 1789. 
Il expose au Salon de Paris de 1795 à 1810. 
Plusieurs  musées  française conservent des tableaux de lui
- : Carcassonne ; musée des beaux-arts, L'ours et les deux compagnons (Illustration d'une fable de La Fontaine)[5].
- : Carcassonne ; musée des beaux-arts, Le loup, la chèvre et les chevreaux (Illustration d'une fable de La Fontaine)[5]
- : Lille, Palais des Beaux-Arts de Lille : Paysage italien, dans la manière de Joseph Vernet,
- : Marseille, Naufrage
- : Saint-Vaast-la-Hougue : musée maritime de l'Ile Tatihou[6],
- : Toulouse, Paysage, dessin au lavis[3].